# Porphyrinia skafiota
Porphyrinia skafiota är en fjärilsart som beskrevs av Herrich-Schäffer 1851. Porphyrinia skafiota ingår i släktet Porphyrinia och familjen nattflyn. Inga underarter finns listade i Catalogue of Life.